# Paige Peterson
Paige Ellen Peterson (Lawrence, 2 maggio 1980) è un'attrice e socialite statunitense.

## Biografia
A 15 anni Peterson si è trasferita in California dove ha studiato recitazione.
È apparsa in diversi film e telefilm, tra i quali Hot Chick - Una bionda esplosiva (regia di Tom Brady, 2003) e le serie tv Undressed (trasmessa da MTV) e Scrubs (sulla NBC). Il suo ruolo più noto in America è quello di Amy Wright nella sitcom Hang Time (1996-1997).
Peterson ha vinto il campionato del 2006 della Lingerie Football League giocando come quarterback per le New York Euphoria. Nella finale ha segnato un touchdown decisivo nella vittoria per 13-12 delle Euphoria sulle Los Angeles Temptation.

## Filmografia

### Serie televisive
- 2007 Two and a Half Men (Hooker)
- 2007 Saul of the Mole Men (Jen E. James)
- 2006 Half & Half (Dalis Temple)
- 2004 The Young and the Restless (Mindy)
- 2001 Maybe It's Me (Doreen)
- 2000 Undressed (Wendy)
- 1998 The Journey of Allen Strange (Sarah)
- 1997 Meego (Heather Thompson)
- 1997 Hang Time (Amy Wright)
- 1996 Saved by the Bell: The New Class (Amy)
- 1996 Step by Step (Stephanie Leifer)

### Cinema
- 2006 Late Night Girls (Lisa)
- 2006 Cutting Room (Vanessa)
- 2005 House of the Dead 2 (Tracy Leibowitz)
- 2002 Hot Chick - Una bionda esplosiva (Jessica)
- 2002 Time Changer (Cindy)